# Península de Avalon

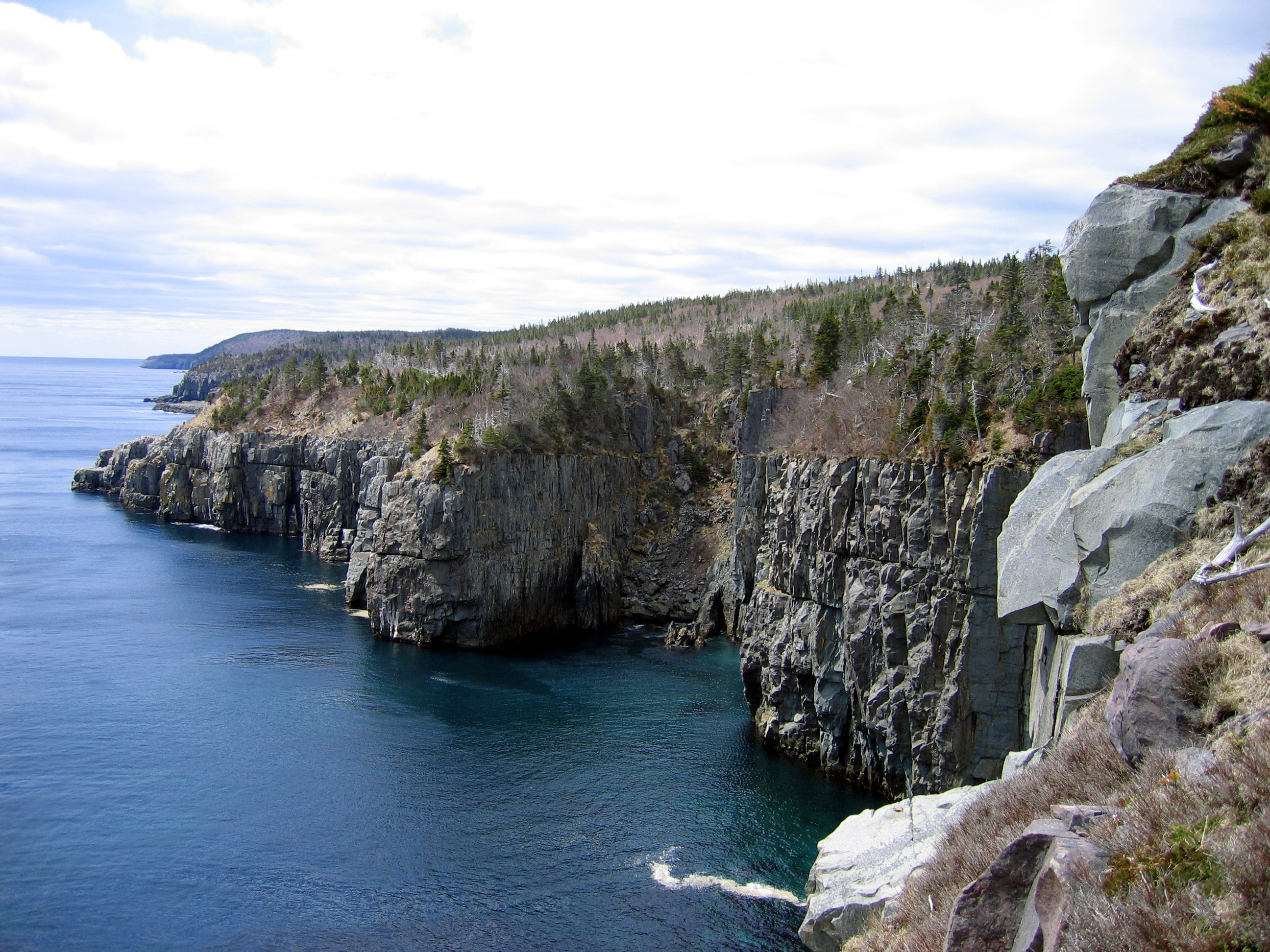
A costa da Península de Avalon

Península de Avalon é uma grande península (10.360 km²) localizada a sudeste da ilha de Terra Nova, Canadá.
A península tem 248.148 habitantes (aproximadamente 49% de toda a população de Terra Nova em 2006) e é a localização da capital da província canadesa de Terra Nova e Labrador, St. John's. A península de Avalon é conectada com a ilha de Terra Nova através do Istmo de Avalon, um istmo com 5 km em tamanho. A península se sobressai para as zonas ricas pesqueiras perto de Grandes Bancos. As suas quatro maiores baías - as baías de Trinity, Conception, St. Mary's e Placentia têm sido por muito tempo o centro da industria pesqueira de Terra Nova.
A península de Avalon também foi a primeira colônia estabelecida definitivamente na América do Norte, fundado em 1610.